# Mugge & Super Happy
Mugge & Super Happy er en dansk animationsfilm fra 2025, der er instrueret af Anders Morgenthaler og Mikael Wulff efter et manuskript af Wulff og Pernille Bønløkke Toustrup. Filmen er den tredje film i Wulffmorgenthalers serie om drengen Mugge og hans familie og venner i Basserup. Mugge er neurodivergent og elsker gaming, og filmen behandler spørgsmålet om skærmafhængighed for både børn og voksne.

## Handling
Filmen er en efterfølger til de to tidligere film om verdens gladeste dreng Mugge og resten af hans familie og venner i Basserup: Mugge & vejfesten fra 2019 og Mugge & hans mærkelige hjerne fra 2022.
Koderne til Sofia og Mugges nye spilopfindelse "Super Happy" bliver stjålet og misbrugt af en ukendt bagmand. Derfor må de to venner tage afsted til en farvestrålende og uimodståelig virtuel verden for at redde alle Basserups beboere fra at blive opslugt for altid.

## Medvirkende
- Iben Hjejle
- Stephania Potalivo
- Anders Morgenthaler
- Jens Jacob Tychsen
- Mia Lyhne
- Nicolaj Kopernikus

## Modtagelse
I Politiken skrev anmelderen, at man ikke kunne lade være med at elske Mugge og al den adhd, han berigede Basserup med, og gav filmen fire hjerter ud af seks mulige. Filmmagasinet Ekko tildelte tilsvarende filmen fire stjerner og syntes, at filmens gakkede rammer i form af den overgearede Mugge og hans absurde venner var en overraskende effektiv måde at tage vigtige børneemner op: Mens den første film i serien handlede om frygten for forældrenes skilsmisse og film nr. 2 viste hovedpersonens neurodivergens, var det i den tredje film tog fat på, hvordan afhængigheden af skærme truede forholdet mellem børn og forældre.